# Двозначність
У логіці двозначність або еквівокація («називання двох різних речей одним ім'ям») — це неформальна помилка, яка є наслідком використання певного слова/виразу в кількох значеннях під час аргументації.
Це різновид неоднозначності, яка виникає через фразу, що має два чи більше різних значення, а не через граматику чи структуру речення.

## Помилка чотирьох термів
Двозначність у силогізмі (ланцюг міркувань) породжує помилку чотирьох термів (quaternio terminorum). Нижче наведено приклад:
Усі осли [тварини] мають довгі вуха.
Карл — осел [простодушна людина].
Тому у Карла довгі вуха.
Тут двозначне словосполучення — це метафоричне використання слова «осел» для позначення простодушної чи огидної людини замість віслюка.

## Помилка Мотта-і-Бейлі
Двозначність також може використовуватися для об'єднання двох схожих позицій, однієї скромної, яку легко захистити, а іншої — набагато суперечливішої. Сперечальник висуває суперечливу позицію, але коли йому заперечують, вони наполягають на тому, що вони просувають лише більш скромну позицію.